# Гузев, Михаил Александрович
Михаи́л Алекса́ндрович Гу́зев (род. 6 августа 1962, Краснодар) — российский учёный-механик, член-корреспондент РАН (2003), академик РАН (2016).

## Биография
Окончил физический факультет Ленинградского государственного университета (1984, с отличием). Поступил в аспирантуру Научно-исследовательского института физики Ленинградского университета. В 1987 году защитил диссертацию на соискание учёной степени кандидата физико-математических наук по теме «Адиабатический формализм и квазиклассика для дискретных уровней».
C 1987 по 1991 год работал в Тихоокеанском океанологическом институте Дальневосточного отделения АН СССР (Владивосток), младший научный сотрудник, научный сотрудник лаборатории статистической гидрофизики. В 1991 году перешёл в Института автоматики и процессов управления ДВО АН СССР, старший научный сотрудник лаборатории геоинформатики, с 1998 года — в лаборатории механики деформируемого твердого тела, с 2003 по 2005 год — заместитель директора по научной работе.
Доктор физико-математических наук (1999), тема диссертации «Неевклидовы модели упруго-пластических материалов с дефектами структуры».
С 2005 по 2008 год главный учёный секретарь Президиума ДВО РАН. В апреле 2008 года избран директором Института прикладной математики ДВО РАН.
Живёт и работает во Владивостоке.
- Директор Института математики и компьютерных наук Дальневосточного государственного университета.
- Член-корреспондент РАН по Отделению математических наук (прикладная математика) с 22 мая 2003 года. Член Российского национального комитета по теоретической и прикладной механике.
- Действительный член РАН (2016).
- Состоит в Дальневосточном отделении РАН.
- Состоит в Отделении математических наук РАН.
- Член Бюро Отделения математических наук РАН.
- Член Президиума Дальневосточного отделения РАН.
- Руководитель образовательной программы в школе естественных наук ДВФУ по направлению прикладная математика и информатика 2011 год.

## Научные интересы
Основная область специализации — математическое моделирование упруго-пластического поведения материалов с дефектами структуры и процессов распространения акустических волн в случайно-неоднородных средах.